# Joe Scarborough
Charles Joseph Scarborough, detto Joe (Atlanta, 9 aprile 1963), è un politico, avvocato e conduttore televisivo statunitense, membro della Camera dei Rappresentanti per lo stato della Florida dal 1995 al 2001.

## Biografia
Nato ad Atlanta, si trasferì in Florida da ragazzo e si laureò in legge. Nella sua carriera di avvocato, Scarborough si è occupato di casi piuttosto dibattuti: fu, ad esempio, il legale di Michael Griffin, un fondamentalista religioso che aveva assassinato il medico abortista David Gunn.
Nel 1994 entrò in politica con il Partito Repubblicano e si candidò alla Camera dei Rappresentanti, riuscendo ad essere eletto. Negli anni successivi fu riconfermato altre tre volte, ma nel 2001, pochi mesi dopo la sua rielezione, diede le dimissioni con la motivazione di voler trascorrere più tempo con la sua famiglia e per assegnare il suo seggio furono indette delle elezioni speciali.

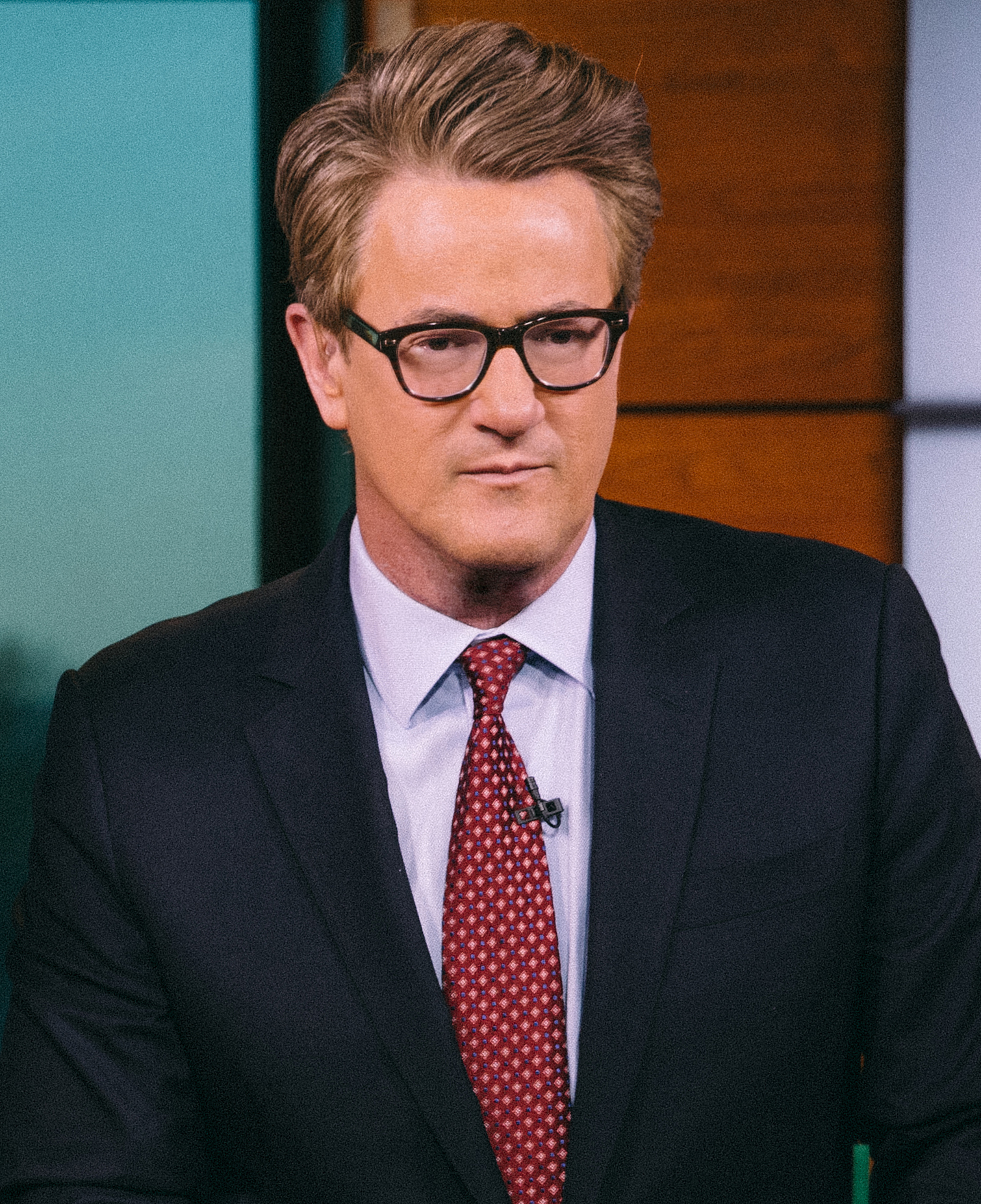
Scarborough nel 2017

Dopo aver lasciato il Congresso, tornò a lavorare per qualche tempo come avvocato e in seguito intraprese la professione di presentatore per la rete televisiva MSNBC. Dal 2007 conduce la trasmissione Morning Joe insieme alla giornalista Mika Brzezinski.
Dal 1986 al 1999 è stato sposato con Melanie Hinton, dalla quale ha avuto due figli; nel 2001 sposò in seconde nozze Susan Waren, dalla quale ha avuto altri due figli.